# 鷹山誠一
鷹山 誠一（たかやま せいいち）は、日本のライトノベル作家である。石川県金沢市出身・在住。
女性向け作品で使う別名義として小鳥遊真（たかなしまこと）がある。小説家になろうにおいてはこの名義で登録しており、カクヨムにおいては「鷹山誠一/小鳥遊真」という名義で登録している。

## 概要
中学1年生のときに神坂一のライトノベル『スレイヤーズ』を友人から薦められたことを機に、ライトノベルにハマった。2008年辺りから小説の執筆を始め、吸血鬼と魔術を題材にした「ナイトカムズ」を2年ほど執筆していたと話している（尚、同作は未だ未完だと話している）。2010年3月に初めて新人賞に応募した。尊敬している作家として神坂一と茅田砂胡の名前を挙げ、尊敬しているシナリオライターとしては丸戸史明の名前を挙げている。
2010年の第5回ノベルジャパン大賞において『ナイトメア オブ ラプラス』で大賞を受賞し、後に同作を『オレと彼女の絶対領域』と改題して作家デビューを果たした。
2017年末からは蛙田アメコが弟子となっている。
2023年の第6回アース・スターノベル大賞において、「小鳥遊真」で『織田家の悪役令嬢 〜今世はのんびり過ごすはずがなぜか『女孔明』と呼ばれてます〜』でアース・スター ノベル入選を受賞した。
かつてはWordを使っていたが、現在はシェアウェアのO's Editor2を使用している。執筆は朝の5時から8時頃にすることが多く、締め切り間近には眠眠打破などを多用しながら21時から24時にかけても頑張る努力をしていると話している。

## 作品一覧
- 『オレと彼女の絶対領域』（イラスト: 伍長、HJ文庫〈ホビージャパン〉）[11]
- 『百錬の覇王と聖約の戦乙女』（イラスト: ゆきさん、HJ文庫〈ホビージャパン〉）[12]
- 『魔王殺しの竜騎士』シリーズ（イラスト: 卵の黄身、HJノベルス〈ホビージャパン〉）[13]
- 『呪われし勇者は、迫害されし半魔族の少女を救い愛でる』（イラスト: SNM、UGnovels〈三交社〉）[2]
- 『孤高の王と陽だまりの花嫁が最幸の夫婦になるまで』シリーズ（イラスト:ファルまろ、HJ文庫〈ホビージャパン〉）[14]